# 戈尔瓦 (北达科他州)
戈尔瓦（英語：Golva），是美国北达科他州下属的一座城市。根据2010年美国人口普查，该市有人口61人。